# Barranc del Cornet
El Barranc del Cornet és un torrent afluent per la dreta de la Riera de Madrona en el seu tram final, quan ja es troba embassada al pantà de Rialb. Neix al vessant solei de l'extrem nord-oriental del Serrat dels Morts, a uns 75 m. al sud-oest de la masia de Faques. De direcció global cap a les 8 del rellotge, desguassa a l'embassament de Rialb a uns 600 m. al sud-est de la masia de Cal Pany; la confluència amb la Riera de Madrona tenia lloc 292 m. més endavant d'aquest punt.

## Municipis per on passa
Des del seu naixement, el Barranc del Cornet passa successivament pels següents termes municipals.
|                                                   | Longitud (en m.) | % del recorregut |
| ------------------------------------------------- | ---------------- | ---------------- |
| Per l'interior del municipi de Pinell de Solsonès | 498              | 15,38%           |
| Altre cop per l'interior del municipi de Bassella | 2.741            | 84,62%           |

## Xarxa hidrogràfica
La seva xarxa hidrogràfica està constituïda per 17 cursos fluvials la longitud total dels quals suma 8.710 m.

### Afluents destacables
- La Rasa del Casó

### Distribució municipal
El conjunt de la xarxa hidrogràfica transcorre pels següents termes municipals: